# Маунтинберг (Арканзас)
Маунтинберг (англ. Mountainburg, Arkansas) — город, расположенный в округе Крофорд (штат Арканзас, США) с населением в 682 человека по статистическим данным переписи 2000 года.

## География
По данным Бюро переписи населения США город Маунтинберг имеет общую площадь в 3,63 квадратных километров, водных ресурсов в черте населённого пункта не имеется.
Маунтинберг расположен на высоте 229 метров над уровнем моря.

## Демография
По данным переписи населения 2000 года в Маунтинберге проживало 682 человека, 179 семей, насчитывалось 271 домашнее хозяйство и 298 жилых домов. Средняя плотность населения составляла около 18 4,3 человека на один квадратный километр. Расовый состав Маунтинберга по данным переписи распределился следующим образом: 95,45 % белых, 0,15 % — чёрных или афроамериканцев, 3,08 % — коренных американцев, 0,15 % — выходцев с тихоокеанских островов, 0,59 % — представителей смешанных рас, 0,59 % — других народностей. Испаноговорящие составили 0,59 % от всех жителей города.
Из 271 домашних хозяйств в 35,8 % — воспитывали детей в возрасте до 18 лет, 52,0 % представляли собой совместно проживающие супружеские пары, в 10,7 % семей женщины проживали без мужей, 33,6 % не имели семей. 30,6 % от общего числа семей на момент переписи жили самостоятельно, при этом 16,2 % составили одинокие пожилые люди в возрасте 65 лет и старше. Средний размер домашнего хозяйства составил 2,52 человек, а средний размер семьи — 3,15 человек.
Население города по возрастному диапазону по данным переписи 2000 года распределилось следующим образом: 29,2 % — жители младше 18 лет, 8,2 % — между 18 и 24 годами, 26,4 % — от 25 до 44 лет, 20,8 % — от 45 до 64 лет и 15,4 % — в возрасте 65 лет и старше. Средний возраст жителей составил 34 года. На каждые 100 женщин в Маунтинберге приходилось 97,1 мужчин, при этом на каждые сто женщин 18 лет и старше приходилось 89,4 мужчин также старше 18 лет.
Средний доход на одно домашнее хозяйство в городе составил 25 446 долларов США, а средний доход на одну семью — 33 295 долларов. При этом мужчины имели средний доход в 24 375 долларов США в год против 21 806 долларов среднегодового дохода у женщин. Доход на душу населения в городе составил 14 445 долларов в год. 12,0 % от всего числа семей в округе и 17,3 % от всей численности населения находилось на момент переписи населения за чертой бедности, при этом 22,2 % из них были моложе 18 лет и 20,1 % — в возрасте 65 лет и старше.